# Loretto Petrucci
Loretto Petrucci (Capostrada di Pistoia, 18 de agosto de 1929 - 17 de junho de 2016) foi um ciclista italiano que foi profissional entre 1949 e 1960.
Chamado Le Météore, é recordado principalmente pelas suas duas vitórias consecutivas à Milão-Sanremo, em 1952 e 1953. Foi um gregário de Fausto Coppi, com quem teve importantes diferenças à equipa Bianchi. Estas diferenças supõem a sua saída da equipa em 1953. Conseguiu um total de 11 vitórias.
Antes de passar a profissional tinha tomado parte nos Jogos Olímpicos de Londres, em 1948.

## Palmarés
- 1950
  - 1º no Grande Prêmio Ponte Valleceppi
  - 1º na Nazionale a Romito Magra
- 1951
  - 1º no Giro da Toscana
  - 1º no Grande Prêmio Massaua-Fossati
  - Vencedor de uma etapa da Roma-Nápoles-Roma
- 1952
  - 1º na Milão-Sanremo
- 1953
  - 1º na Milão-Sanremo
  - 1º na Paris-Bruxelas
  - 1º no Challenge Desgrange-Colombo
  - 1º no Criterium de Hanret
- 1955
  - 1º no Giro do Lazio

### Resultados no Giro d'Italia
- 1952. 67º da classificação geral